# Stejar – extremă urgență (film)
Stejar – extremă urgență este un film românesc din 1974, regizat de Dinu Cocea după un scenariu de Horia Lovinescu și Mihai Opriș. Rolurile principale au fost interpretate de actorii Constantin Diplan, Irina Petrescu, Ion Caramitru, Amza Pellea, Vasile Cosma, Geo Barton și Mihai Pălădescu.
El a fost dedicat răsturnării regimului dictatorial condus de mareșalul Ion Antonescu la 23 august 1944, în urma unei conspirații a Casei Regale, a unor conducători ai Armatei Române și a conducerii unor partide politice, printre care și Partidul Comunist din România. Filmul a fost lansat în august 1974, când se aniversau 30 de ani de la acele evenimente.

## Rezumat
Într-o noapte din iunie 1944, în timp ce Armata Germană (Wehrmacht-ul) suferea înfrângeri pe mai multe fronturi, mai mulți ofițeri ai Armatei Române s-au întâlnit într-o casă conspirativă din Bucureștiul bombardat de aviația anglo-americană cu inginerul Comșa (Mihai Pălădescu), unul dintre conducătorii PCR. Ei au pus la cale răsturnarea regimului condus de mareșalul Ion Antonescu și întoarcerea de către România a armelor împotriva Germaniei hitleriste. Liderul comunist le-a comunicat o informație secretă aflată de el: existența unui plan al Înaltului Comandament al Wehrmacht-ului care prevedea ocuparea militară totală a României de către Armata Germană în cazul ieșirii țării din război. Planul Margareta II se afla la reședința de la București a baronului von Keil (Vasile Cosma), ambasadorul Germaniei în România. Militarii complotiști și conducătorii PCR au convenit să pună mâna pe acest plan cu orice preț.
Ofițerul responsabil de Planul Margareta II era maiorul Werner von Richter (Ion Caramitru), fiul generalului Siegmund von Richter din Marele Stat Major al Wehrmacht-ului, unul dintre cei mai buni strategi militari germani. După absolvirea Școlii de Specializare în Tancuri la Frankfurt pe Main, acesta fusese trimis în Africa, unde a fost rănit grav la începutul anului 1943. După ce s-a vindecat, a fost mutat la cerere în Serviciul de Contrainformații al Armatei Germane și a lucrat în Franța și Italia. Richter venise de curând la București în calitate de consilier al baronului von Keil. În urma discuțiilor între ofițerii complotiști și inginerul Comșa s-a propus folosirea căpitanului Matei Udrea (Constantin Diplan) din Regimentul 2 Tancuri pentru a pune mâna pe planul Margareta II. Ofițerul tanchist, decorat cu Ordinul „Mihai Viteazul”, fusese coleg cu Richter la Școala Militară de la Frankfurt, între cei doi existând o relație reciprocă de prietenie bazată pe respect. Udrea era agreat de comuniști din cauza originii sale „sănătoase” (tatăl ceferist și mama casnică) și a sentimentelor sale antifasciste.
Colonelul Roșianu (Virgil Andronic) îl trimite pe Udrea la Comandamentul Militar al Capitalei, unde colonelul Dumbrăveanu (Geo Barton) îi încredințează misiunea de a obține Planul Margareta II de la Werner von Richter. În realizarea sarcinii primite, căpitanul Udrea trebuie să colaboreze cu muncitorul comunist Toma (Amza Pellea), în ciuda faptului că are o atitudine potrivnică față de acesta. Toma era concubinul surorii sale, Cornelia (Cornelia Gheorghiu), iar ofițerul îl bănuia că nu are intenții serioase.
Între timp, Richter îl avertizează în mod repetat pe von Keil de creșterea sentimentelor antigermane din țară, dar baronul crede că sabotajele din industria de război, din industria petrolului și din transporturi sunt acțiuni izolate, iar Armata Română este loială Germaniei. Ambasadorul german făcuse o pasiune pentru Corina (Irina Petrescu), o violonistă de la Filarmonică originară din Oradea, și organiza în fiecare zi de miercuri serate muzicale la care erau frecvent invitați ofițeri de rang înalt din Armata Română.
Din cauza bombardamentelor, von Keil și-a mutat sediul într-o vilă de la Snagov. Udrea îl urmărește de la distanță pe Richter și obține de la comuniști planul vilei de la Snagov. El întocmește un raport în care acuză calitatea slabă a oțelului furnizat de germani la Uzinele Rogifer, unde se produceau tancuri. Raportul ajunge la Richter, iar acesta îl contactează pe căpitan și-l roagă să vină la sediul Ambasadei Germane. Cei doi își reiau relațiile, iar maiorul german mărturisește că s-a săturat de război, dar că va lupta ca soldat până la capăt. Udrea devine un invitat obișnuit în clădirea Ambasadei și o cunoaște pe Corina. Aflând de o întâlnire a baronului cu violonista într-o vilă discretă de pe str. Stockholm nr. 3, căpitanul ajunge mai repede acolo și simulează o ambuscadă, în urma căreia reușește să ia tiparul cheii de la seiful în care Richter păstra Planul Margareta II.
Maiorul observă că s-a făcut un mulaj după cheie, schimbă locul unde se afla planul și dispune instalarea unui sistem de alarmă la seif. El o bănuiește pe Corina și solicită informații suplimentare despre ea. La serata muzicală din miercurea următoare Udrea încearcă să deschidă seiful cu o copie a cheii, dar nu găsește planul. În aceeași seară, comandantul Grupului de Armate Ucraina Sud îi solicită lui von Keil să-i trimită de urgență dosarul cu planul Margareta II. Automobilul german care îl ducea pe ofițerul Krauss (Mircea Anghelescu) la Slănic Moldova cade însă în prăpastie după ce este atacat pe drum de o camionetă în care se aflau Udrea și Toma. Ofițerul român fotografiază planul și transmite fotografiile colonelului Dumbrăveanu care îl informează pe inginerul Comșa.
În dimineața zilei de 23 august, Richter este anunțat de von Keil că tatăl său a fost arestat pentru că a complotat împotriva lui Hitler. El obține de la Gestapo informația că părinții Corinei fuseseră deportați în lagăr ca dușmani ai Reichului și dispune arestarea și torturarea violonistei. În acest timp, mareșalul Antonescu este arestat și se formează un nou guvern care anunță că acceptă armistițiul cu URSS, Marea Britanie și SUA. În urma acestor evenimente, Comandamentul Militar al Capitalei transmite ofițerilor superiori ai Armatei Regale ordinul Stejar - extremă urgență, care prevedea intrarea trupelor în dispozitiv de luptă și începerea operațiunilor împotriva forțelor Wehrmacht-ului. Muncitorii români din București pleacă din fabrici și primesc arme pentru a lupta împotriva nemților.
Legăturile telefonice ale Ambasadei cu comandamentele germane sunt întrerupte. Richter îl anunță pe von Keil că România a întors armele împotriva Germaniei, iar baronul se sinucide. Corina este lăsată să fugă, dar este împușcată de un militar de la paza Ambasadei. Înaltul Comandament German ordonă Grupului de Armate Ucraina Sud să ocupe de urgență Bucureștiul și să înăbușe rebeliunea. Avioanele germane bombardează capitala. Se dau lupte grele între unitățile militare germane și trupele române. Maiorul von Richter conduce personal o unitate de tancuri în luptă, murind în confruntarea cu unitatea de tancuri condusă de căpitanul Udrea. Armatele române reușesc în cele din urmă să elibereze Bucureștiul de trupele germane.
La finalul filmului sunt date câteva explicații cu privire la acțiunile ulterioare ale Armatei Române în confruntarea cu trupele germane: „După insurecția națională antifascistă armata română a continuat lupta împotriva dușmanului, eliberînd pămîntul Transilvaniei contribuind apoi cu eroismul și prinosul său de jertfe la înfrîngerea definitivă a Germaniei naziste.”.

## Distribuție
- Constantin Diplan — cpt. Matei Udrea[2]
- Irina Petrescu — violonista Corina
- Ion Caramitru — maiorul german Werner von Richter
- Amza Pellea — muncitorul comunist Toma
- Vasile Cosma — baronul Von Keil, ambasadorul Germaniei în România
- Geo Barton — colonelul Dumbrăveanu
- Mihai Pălădescu — inginerul Comșa, unul dintre conducătorii PCR
- Cornelia Gheorghiu — Cornelia (Nelly), sora lui Matei Udrea
- Mircea Anghelescu — ofițerul SS Krauss
- George Cocea — violoncelistul Damian Moga, gazda Corinei
- Anastase Niță-Fifi — Costică, șoferul cpt. Udrea[2][3]
- Constantin Bărbulescu — generalul Severineanu
- Virgil Andronic — colonelul Roșianu
- Mitică Popescu — valetul Peter
- Jean Constantin — vânzătorul ambulant
- Constantin Guriță
- Gheorghe Novac
- Constantin Lungeanu
- Tricy Abramovici
- Mihai Badiu
- Virgil Popovici
- Gabriel Chiuzbaian
- Vasile Marcu
- Paul Lavric — ing. german Otto Wolf, directorul tehnic al Uzinelor Rogifer
- Lia Șahighian
- Gheorghe Ghițulescu
- Victor Mavrodineanu
- Grigore Constantin
- Nicolae Crișu
- Alexandru Alexandrescu
- Geta Tarnavschi
- Emil Reisenauer
- Paul Nadolschi
- Paula Chiuaru
- Iulia Vraca Mateescu
- Dan Cătălin Gheorghe
- Luminița Gheorghiu (menționată Luminița Gheorghe)

## Paralele cu evenimentele reale
După arestarea mareșalului Ion Antonescu la 23 august 1944, Comandamentul Militar al Capitalei a transmis în secret ordinul cu indicativul Stejar, extremă urgență prin care s-a dispus intrarea trupelor în dispozitiv de luptă și începerea operațiunilor militare împotriva forțelor Wehrmachtului. Cuvântul „stejar” însemna că ordinul fusese dat de Regele Mihai I al României, care locuia în Vila Stejar, denumită după biserica aflată în spatele Palatului Regal (Biserica „Înălțarea Sfintei Cruci” - Stejar a fost demolată în 1959).
Inginerul Comșa este inspirat din fostul ofițer Emil Bodnăraș (1904-1976), care a participat, ca reprezentant al PCR și sub numele de inginerul Ceaușu, la conspirația pentru arestarea mareșalului Antonescu. În seara zilei de 23 august, între orele 21-22, el a sosit la Palatul regal împreună cu Lucrețiu Pătrășcanu, revenind a doua zi la ora 4 cu o echipă de comuniști pentru a-i prelua pe Ion și Mihai Antonescu din arestul improvizat în Palatul Regal și a-i duce într-o casă conspirativă din Vatra Luminoasă.
Baronul von Keil este inspirat din baronul Manfred von Killinger (1886-1944), ambasadorul Germaniei naziste în România (1941-1944). El se afla 23 august 1944, împreună cu secretara și amanta sa, Hella Peterson, la vila acesteia de la Săftica. Anunțat de arestarea mareșalului Antonescu și de întoarcerea armelor împotriva Germaniei, el și-a întrerupt cina și a plecat imediat la București unde i-a amenințat cu represalii pe regele Mihai I și pe Grigore Niculescu-Buzești, noul ministru de externe. Temându-se de Hitler, s-a sinucis la 25 august 1944 în biroul său din sediul Legației Germane din București, clădire aflată azi la intersecția dintre Calea Victoriei și Bulevardul Dacia. Anterior și-a ucis și secretara.
Werner von Richter este un personaj ficțional, dar în cadrul Ambasadei Germane de la București a existat un maior SS pe nume Gustav Richter (1912 - aprox. 1982), care era consilier pe probleme evreiești și un apropiat al ambasadorului Killinger.

## Producție
Dramaturgul Horia Lovinescu (1917-1983), directorul Teatrului Nottara (1964-1983), a scris un scenariu literar despre momentul întoarcerii armelor de către România împotriva Germaniei la 23 august 1944. Casa de Filme 5 a achiziționat în 1973 sinopsisul și apoi și scenariul literar, solicitând efectuarea unor „îmbunătățiri”. Scenariul final a fost scris de Horia Lovinescu și Mihai Opriș, care își împart drepturile de autor în mod egal.
Filmul a intrat în faza de producție la 8 octombrie 1973. Filmările au început la 1 martie 1974 și s-au desfășurat în București și Comana, fiind finalizate la 17 iunie 1974. Filmul a fost realizat în studiourile Centrului de Producție Cinematografică București, cu concursul Ministerului Apărării Naționale.
Regizor secund a fost Nicu Gheorghe. Pe post de consilieri au fost folosiți col. Ilie Petre și colonelul în rezervă Costache Mîndru. Consilier de lupte a fost cascadorul Szabolcs Cseh, fără a fi creditat însă pe generic. Textul și muzica momentului muzical-umoristic de la Teatrul Cărăbuș au fost scrise de Nicolae Stroe, coreografia a fost realizată de Sandu Fayer, iar rolul lui Constantin Tănase a fost interpretat de Aurică Tănase.
Muzica filmului a fost compusă de Cornelia Tăutu (care a debutat ca autoare de muzică de film) la propunerea lui Dumitru Fernoagă, directorul Casei de Filme 5. Deoarece compozitoarea era debutantă, Dinu Cocea și-a imaginat că ea era „pila” cuiva și i-a dat termen de o săptămână pentru a compune muzica filmului, crezând că ea nu o să facă față. Cornelia Tăutu a lucrat aproape fără oprire, trezindu-se în fiecare dimineață la ora 4 pentru a începe lucrul. Ea a compus muzica doar pe baza scenariului, nevăzând nicio secvență din film. În acea perioadă, i-a venit repartiția la telefon după șapte ani de așteptare, iar compozitoarea s-a dus la coadă cu partitura în mână, continuând să scrie în picioare în timp ce-și aștepta rândul. Cornelia Tăutu a reușit să predea partiturile la termen și a interpretat muzica filmului la pian, în fața lui Dinu Cocea și a lui Fernoagă. „Am crezut atât de mult în ceea ce făcusem și am interpretat atât de pătimaș încât i-am convins”, a afirmat compozitoarea.
Dinu Cocea a insistat ca muzica filmului să fie interpretată de Orchestra Simfonică a Radioteleviziunii Române dirijată de Iosif Conta. Dirijorul se afla în Italia, dar a venit imediat când l-au chemat. El a rugat-o pe compozitoare să oprească din sală orchestra, atunci când auzea o notă greșită. Deoarece muzica de film trebuia imprimată în numai trei ore, Cornelia Tăutu nu a insistat pe anumite momente muzicale despre care știa că vor fi acoperite de zgomote, ci s-a concentrat cu minuțiozitate doar la cele care se auzeau fără perturbări.
Filmul a fost vizionat la 17 și 31 iulie 1974 de către conducerea Consiliului Culturii și Educației Socialiste (președintele CCES fiind Dumitru Popescu), primind aprobarea pentru realizarea copiei standard la 1 iulie 1974 și obținând apoi și viza de difuzare din partea D.G.P.T. (Direcția Generală a Presei și Tipăriturilor) la 14 august 1974. Copia standard a fost finalizată la 16 august 1974. Cheltuielile de producție s-au ridicat la suma totală de 4.075.000 lei.

## Recepție
Lansarea filmului a avut loc la 19 august 1974 în București și simultan în mai multe orașe ale țării, cu prilejul aniversării a 30 de ani de la „insurecția antifascistă și antiimperialistă” de la 23 august 1944. Filmul Stejar – extremă urgență a fost vizionat de 3.612.114 de spectatori la cinematografele din România, după cum atestă o situație a numărului de spectatori înregistrat de filmele românești de la data premierei și până la data de 31.12.2007 alcătuită de Centrul Național al Cinematografiei.
În „Istoria filmului românesc (1897-2000)”, criticul Călin Căliman considera că Stejar – extremă urgență a avut rolul de a aniversa 30 de ani de la evenimentele de la 23 august 1944, celebrând un act istoric asupra căruia punctele de vedere ale specialiștilor s-au modificat esențial odată cu trecerea timpului.
Criticul Tudor Caranfil a dat filmului două stele din cinci și a făcut următorul comentariu: „Existența unui plan german pentru anihilarea trupelor române în cazul unei tentative de armistițiu intră în atenția comitetului insurecțional român. Un căpitan și o violonistă de la filarmonică reușesc să fotografieze documentul. Abordare romanescă a evenimentelor de la 23 august 1944, cu bune mijloace regizorale.”
Jurnalistul Cristian Tudor Popescu, doctor în cinematografie și profesor asociat la UNATC, considera Stejar – extremă urgență drept un film cu caracter politic și propagandistic al epocii comuniste , care prezintă România în cel de-al doilea război mondial fără a mai pomeni de sovietici.

## Premii
Asociația Cineaștilor din România (ACIN) a acordat în anul 1974 o Mențiune specială actorului Ion Caramitru pentru rolurile din filmele Porțile albastre ale orașului și Stejar extremă urgență.